# Lagynogaster boettcheri
Lagynogaster boettcheri là một loài ruồi trong họ Asilidae. Lagynogaster boettcheri được Frey miêu tả năm 1937. Loài này phân bố ở miền Ấn Độ - Mã Lai.